# Người đồng tính nữ

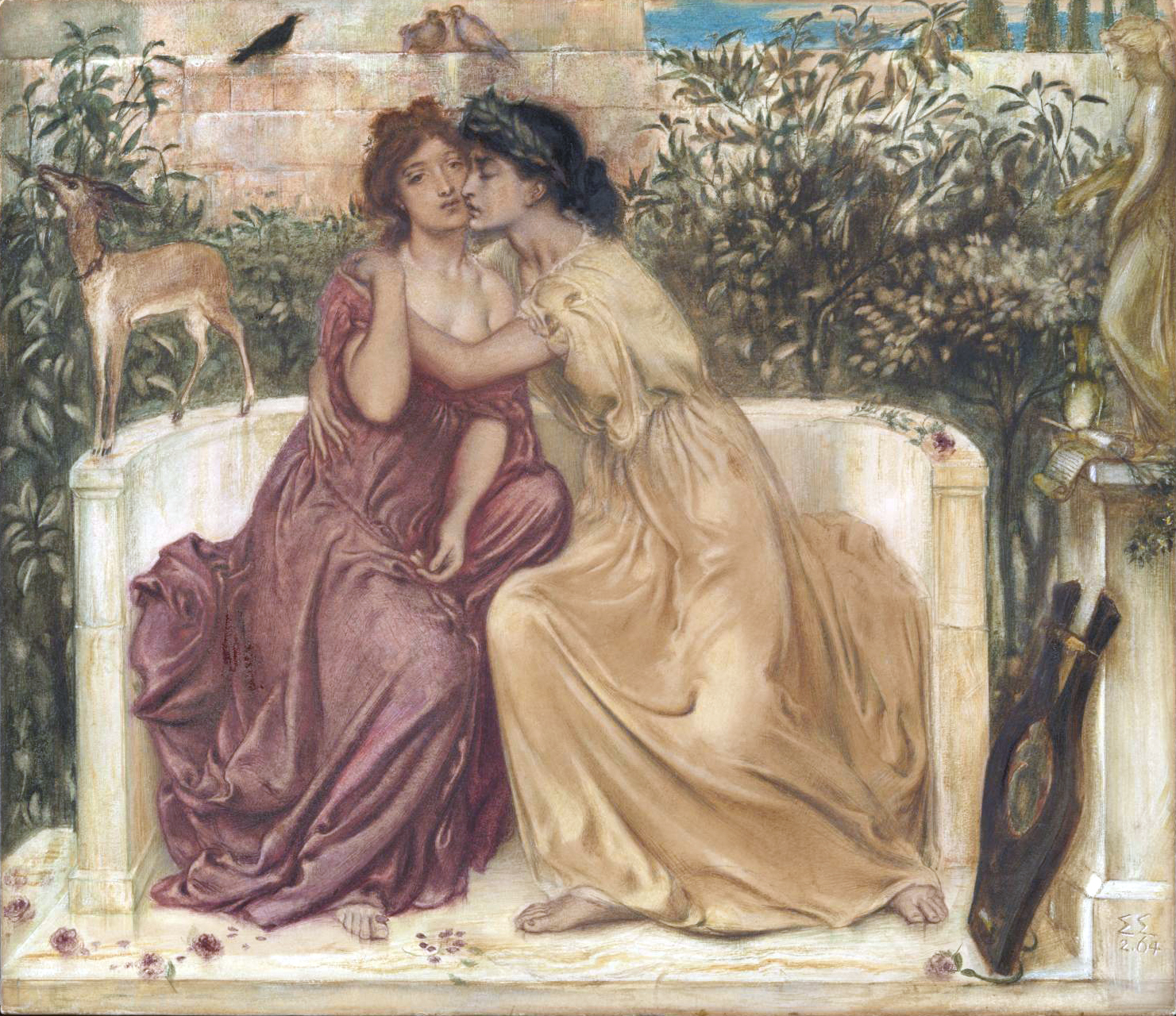
Sappho và Erinna trong khu vườn ở Mytilene bởi Simeon Solomon, 1864

Biểu tượng đại diện cho người đồng tính nữ được tạo nên từ hai biểu tượng thiên văn của sao Kim lồng vào nhau. Trong sinh học, biểu tượng đơn lẻ thể hiện giới tính nữ.

Đồng tính nữ (tiếng Anh: lesbian) là người một người phụ nữ bị thu hút bởi người cùng giới. Khái niệm này cũng được dùng để chỉ bản dạng tính dục hoặc hành vi tình dục mà không trong mối tương quan nào với xu hướng tính dục, hoặc như một tính từ để làm rõ đặc điểm hoặc liên kết các danh từ với đồng tính nữ hoặc sự thu hút với người cùng giới.
Việc sử dụng khái niệm "đồng tính nữ" để làm rõ sự khác biệt ở những phụ nữ có xu hướng tính dục chung nảy nở vào thế kỷ XX. Xuyên suốt lịch sử, phụ nữ đã không có quyền tự do hay độc lập như đàn ông để theo đuổi những mối quan hệ đồng tính, nhưng họ cũng không phải đối mặt với những hình phạt tàn khốc như đồng tính nam ở một số xã hội. Thay vào đó, những mối quan hệ đồng tính nữ thường được coi như là trò tiêu khiển, không được công nhận, không "đe doạ" như đồng tính nam, trừ khi một người trong đó có ý định đòi lấy những quyền lợi vốn thuộc về nam giới. Kết quả là, rất ít những tài liệu lịch sử có những miêu tả chính xác về cách mà đồng tính nữ được biểu lộ. Khi những nhà tình dục học đầu tiên vào thế kỷ XIX bắt đầu phân loại và miêu tả những hành vi đồng tính, bị cản trở bởi sự thiếu hiểu biết về đồng tính và tính dục của phụ nữ, họ đã phân đồng tính nữ vào nhóm những phụ nữ không tuân theo các vai trò giới của nữ giới. Họ được coi là có bệnh về tâm thần - điều đã được thay đổi từ sau cuối thế kỷ XX trong cộng đồng khoa học quốc tế.
Phụ nữ có những mối quan hệ đồng tính ở Châu Âu và Hoa Kỳ đã phản ứng lại sự phân biệt và đàn áp bằng cách, hoặc là giấu đi đời sống cá nhân của bản thân, hoặc là chấp nhận việc bị đẩy ra ngoài rìa xã hội và tạo ra một nhóm văn hóa và danh tính khác. Sau Thế chiến II, trong một thời kỳ của sự đàn áp, khi chính quyền thẳng tay ngược đãi những người đồng tính, phụ nữ đã tạo ra những mạng lưới để giao tiếp và giáo dục lẫn nhau. Giành được quyền tự do lớn hơn trong kinh tế và xã hội cho phép họ xác định được cách để gây dựng mối quan hệ và gia đình. Với làn sóng nữ quyền thứ hai và sự phát triển trong vốn hiểu biết về lịch sử và tính dục của phụ nữ vào cuối thế kỷ XX, định nghĩa của "đồng tính nữ" đã được mở rộng, dẫn tới những tranh cãi về việc sử dụng khái niệm này. Trong khi những nghiên cứu của Lisa M. Diamond coi ham muốn tình dục là yếu tố cốt lõi để định nghĩa đồng tính nữ, một số phụ nữ có những mối quan hệ đồng giới có hoạt động tình dục lại không muốn xác định bản thân là đồng tính, thậm chí là song tính. Ở một số phụ nữ khác, việc tự nhận định bản thân là đồng tính nữ có thể không tương ứng với xu hướng tính dục hay hành vi tình dục. Bản dạng tính dục không nhất thiết phải giống với xu hướng tính dục hay hành vi tình dục, xuất phát từ nhiều lý do, ví dụ như nỗi sợ hãi việc xác định xu hướng tính dục của bản thân trong một bối cảnh có sự ghê sợ người đồng tính.
Hình ảnh người đồng tính nữ được khắc họa trên phương tiện truyền thông gợi ý rằng phần lớn xã hội đã đồng thời cảm thấy tò mò và bị đe dọa bởi những người phụ nữ không tuân theo các vai trò giới, cũng như bị hấp dẫn và ghê sợ bởi những người phụ nữ có mối quan hệ tình cảm với phụ nữ khác. Phụ nữ tự xác định là đồng tính có cùng những trải nghiệm mà đã tạo nên một quan điểm tương đồng với căn tính sắc tộc: là những người đồng tính, họ được gắn kết bởi những trải nghiệm tương đồng khi đối mặt với sự phân biệt đối xử theo chủ nghĩa dị tính luyến ái và khả năng bị bỏ rơi bởi gia đình, bạn bè và rất nhiều người khác, bắt nguồn từ sự kỳ thị người đồng tính. Là phụ nữ, họ đối mặt với những lo ngại khác ngoài nam giới. Người đồng tính nữ đối mặt với những lo ngại riêng về sức khỏe thể chất hoặc tinh thần đến từ sự phân biệt đối xử, định kiến, và căng thẳng. Bối cảnh chính trị và thái độ xã hội cũng có thể ảnh hưởng tới sự hình thành các mối quan hệ và gia đình của người đồng tính nữ nói chung.

## Nguồn gốc và sự thay đổi của thuật ngữ

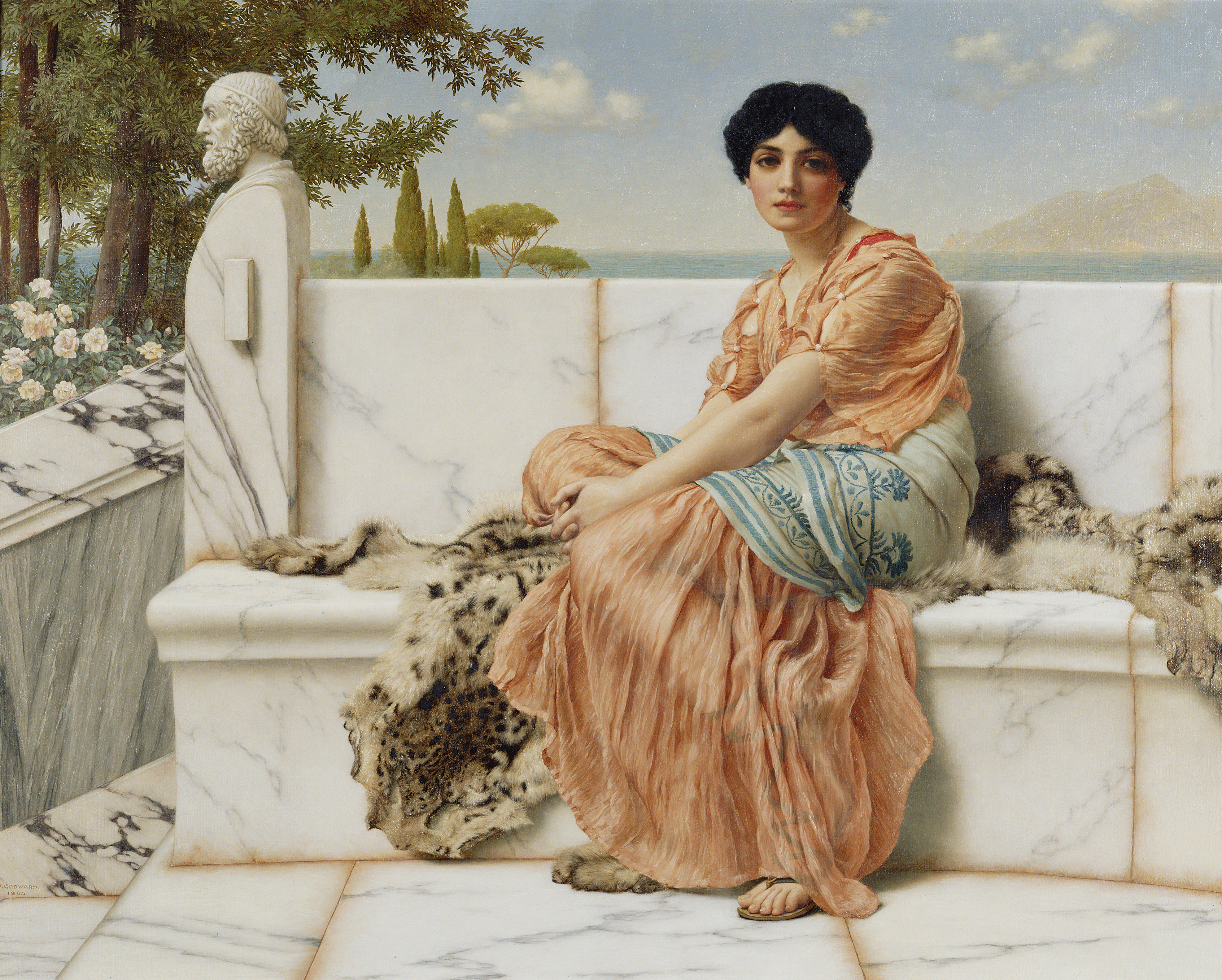
Sappho ở Lesbos, được thể hiện trong bức tranh năm 1904 bởi John William Godward đã hình thành nên cho thuật ngữ lesbian hàm ý về ham muốn nhục dục giữa những người phụ nữ.

### Tính dục và bản dạng đồng tính nữ

Lá cờ đồng tính nữ bao gồm một chiếc rìu labrys (hay rìu hai lưỡi) nằm trong một hình tam giác đen đảo ngược, đặt trên nền có sắc tím. Chiếc rìu labrys tượng trưng cho sức mạnh đồng tính nữ.

Lá cờ đồng tính nữ bắt nguồn từ thiết kế cờ Đồng tính nữ Son môi năm 2010.

Lá cờ cộng đồng đồng tính nữ được đưa lên mạng xã hội năm 2018, với sọc cam đậm tượng trưng cho biến thể về giới.

### Châu Âu đầu thời kì hiện đại

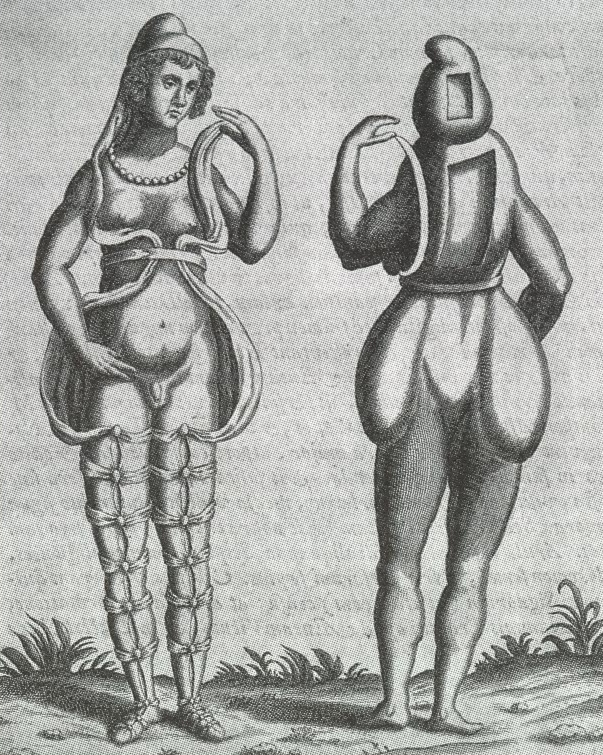
Đồng tính nữ và lưỡng tính, như được mô tả ở đây trong một bức tranh chạm khắc trong khoảng năm 1690, là hai khái niệm vô cùng tương đồng trong thời kì Phục hưng.

### Nữ giả trang nam

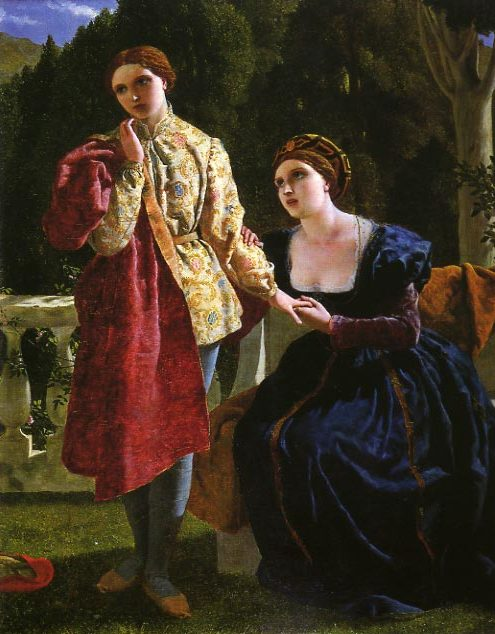
Sử dụng hóa trang về giới như một công cụ trong các vở kịch vô cùng phổ biến trong thế kỉ 16 và 17, ví dụ như cảnh này giữa Viola và Olivia từ vở Đêm Thứ Mười Hai vẽ bởi Frederick Pickersgill (1859).

### Xem xét lại các mối quan hệ bạn bè lãng mạn

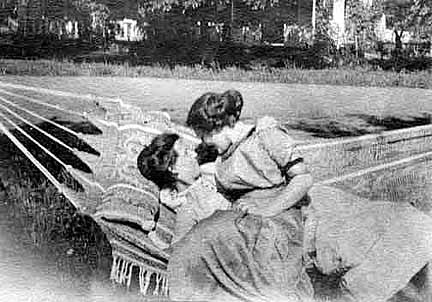
Sự thân mật giữa phái nữ được coi là thời thượng từ thế kỉ 17 đến thế kỉ 19, mặc dù tính dục hiếm khi được thừa nhận công khai. (Ảnh chụp trong khoảng năm 1900.)